# Histoire militaire de la Chine de 1832 à 1949
L’histoire militaire de la Chine de 1832 à 1949 est marquée par la lutte de l'empire du Milieu contre les puissances impérialistes occidentales et l'empire du Japon, plusieurs révoltes populaires qui aboutiront à la guerre civile et à la chute du pouvoir impérial et se terminera, après la Seconde Guerre mondiale par l'avènement de la république populaire de Chine.

## 1911-1945

### Les débuts de la guerre civile
- Kuomintang
- Longue marche

### Seconde guerre sino-japonaise et seconde guerre mondiale (1937-1945)
Sécession de la Manchourie sous la férule japonaise
La lutte contre l'occupant japonais
La Chine aux côtés des puissances alliées